# Graptacme semistriata
Graptacme semistriata is een Scaphopodasoort uit de familie van de Dentaliidae. De wetenschappelijke naam van de soort is voor het eerst geldig gepubliceerd in 1819 door Turton.